# کمپینگ در هوای آزاد
کمپینگ در هوای آزاد (انگلیسی: Camping Out) یک فیلم کوتاه کمدی به کارگردانی راسکو آرباکل است که در سال ۱۹۱۹ منتشر شد. تا مدت‌ها تصور می‌شد که تمام نسخه‌های این فیلم از بین رفته و یک فیلم گمشده است، اما بیشتر فیلم از طریق نگاتیوهای به‌دست‌آمده در
مؤسسه فیلم آی هلند و فیلم‌خانه ملی ایتالیا در سال ۲۰۰۲ بازسازی شد.

## خلاصه داستان
مردی از آشپزی بد همسرش فرار می‌کند و اقدام به کمپینگ در جزیره سانتا کاتالینا نموده و سعی می‌کند خودش آشپزی کند.

## گزیدهٔ بازیگران
- راسکو آرباکل
- ال سنت جان
- آلیس لیک
- مانتی بنکس